# Arthur Duray

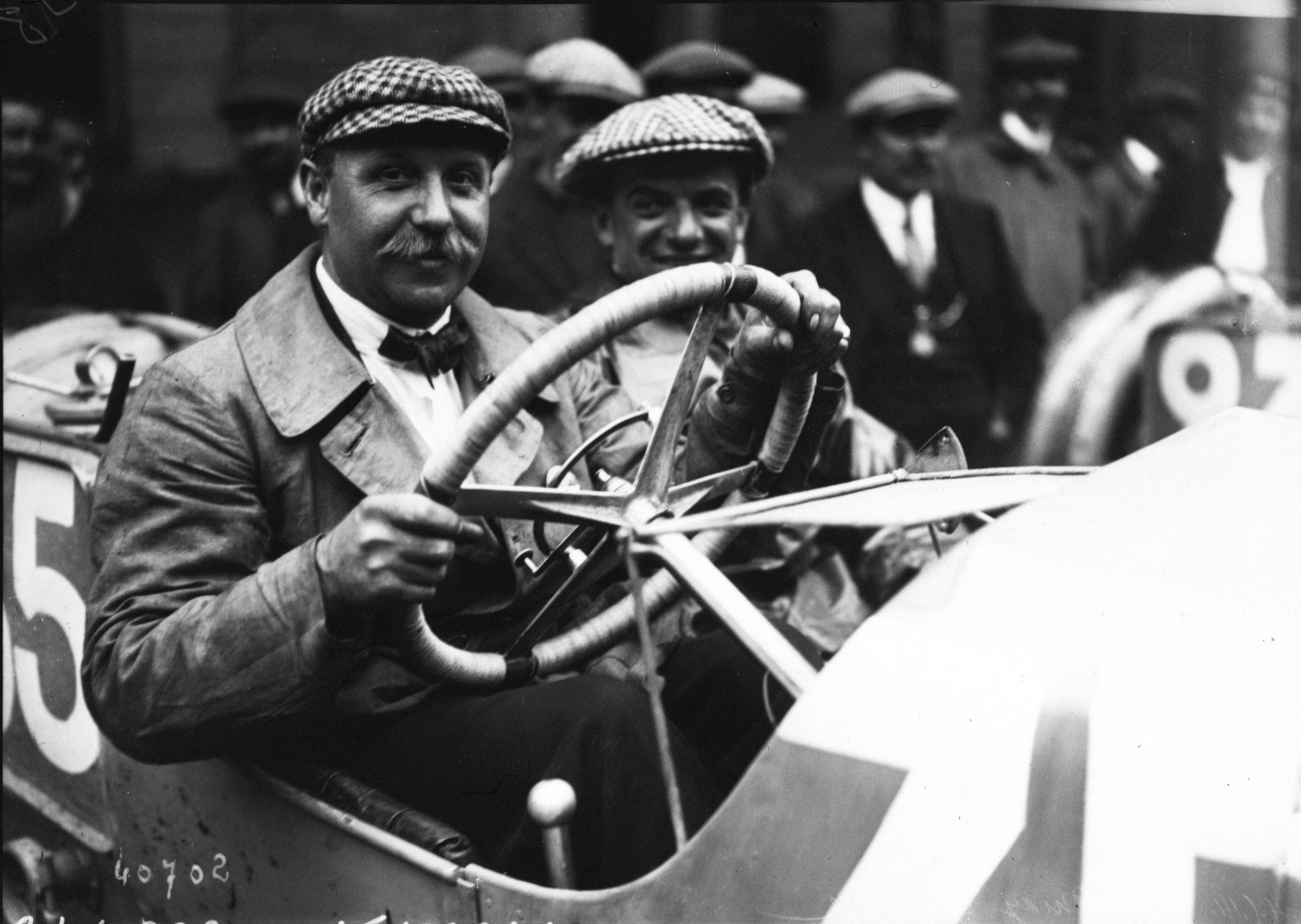
Duray az 1914-es francia nagydíjon

Arthur Duray (Ixelles, 1882. február 9. – New York, 1954. február 11.) belga szülőktől származó francia autóversenyző.

## Pályafutása
1903-ban és 1904-ben összesen három alkalommal állított fel szárazföldi sebességi rekordot.
1906-ban megnyert egy Belgiumban rendezett nagydíjat, 1907-ben pedig a Moszkva-Szentpétervár versenyen lett első. Az ezt követő években több európai nagydíjon is részt vett.
1914-ben rajthoz állt az Indianapolisi 500 mérföldes viadalon. A futamon hetvenhét kört töltött az élen, végül René Thomas mögött a második helyen zárt.
1926-ban, 27-ben és 28-ban rajthoz állt a Le Mans-i 24 órás versenyen. A három futam egyikén sem ért célba.
George Stewart autóversenyző, Arthur tiszteletére váltott nevet Leon Duray-re.

## Eredményei

### Szárazföldi sebességi rekordjai
- 1903. július 17., 134,32 km/h (83,46 mph), Belgium, Oostende, Gobron-Brillié, 'Párizs-Madrid'
- 1903. november 5., 136,36 km/h (84,73 mph), Franciaország, Dourdan, Gobron-Brillié, 'Párizs-Madrid'
- 1904. március 31., 142,85 km/h (88,76 mph), Franciaország, Nizza,  Gobron-Brillié, 'Párizs-Madrid'

### Indy 500
| Év       | Rajtszám | Rajthely | Eredmény | Körök | Élen |
| -------- | -------- | -------- | -------- | ----- | ---- |
| 1914     | 14       | 10       | 2        | 200   | 77   |
| Összesen | Összesen | Összesen | 200      | 77    |      |

### Le Mans-i 24 órás autóverseny
| Év   | Autó                 | Csapattárs     | Helyezés | Kiesés oka |
| ---- | -------------------- | -------------- | -------- | ---------- |
| 1926 | Ariés 5-8 CV 3-Litre | Charles Flohot | Kiesett  | Tűz        |
| 1927 | Ariés 8-10 CV        | Roger Delano   | Kiesett  | ?          |
| 1928 | Ariés 8-10 CV        | Roger Delano   | Kiesett  | Motorhiba  |

## Fordítás
- Ez a szócikk részben vagy egészben  az   Arthur Duray című angol Wikipédia-szócikk fordításán alapul.  Az eredeti cikk szerkesztőit annak laptörténete sorolja fel. Ez a jelzés csupán a megfogalmazás eredetét és a szerzői jogokat jelzi, nem szolgál a cikkben szereplő információk forrásmegjelöléseként.